# Komisariat Straży Granicznej „Kolno”
Komisariat Straży Granicznej „Kolno” – jednostka organizacyjna Straży Granicznej pełniąca służbę ochronną na granicy polsko-niemieckiej w latach 1928–1939.

## Geneza
Na wniosek Ministerstwa Skarbu, uchwałą z 10 marca 1920 roku, powołano do życia Straż Celną. Od połowy 1921 roku jednostki Straży Celnej rozpoczęły przejmowanie odcinków granicy od pododdziałów Batalionów Celnych. Proces tworzenia Straży Celnej trwał do końca 1922 roku. Komisariat Straży Celnej „Chojnowo”, wraz ze swoimi placówkami granicznymi, wszedł w podporządkowanie Inspektoratu Granicznego Straży Celnej „Grajewo”.
1 czerwca 1921 roku w Lachowie stacjonowało jeszcze dowództwo 4 kompanii celnej 2 batalionu celnego. Posiadała ona swoje placówki w miejscowościach: Kurki, Glinki, Futory, Kiełcze, Filipki, Brzózki, Brzozowa, Bialiki, Wincenty. Na przełomie roku 1921/1922 ochronę granicy państwowej w tym rejonie od pododdziałów 2 batalionu celnego przejęła Straż Celna.
W drugiej połowie 1927 roku przystąpiono do gruntownej reorganizacji Straży Celnej. W praktyce skutkowało to rozwiązaniem tej formacji granicznej.
Rozkazem nr 1 z 12 marca 1928 roku w sprawach organizacji Mazowieckiego Inspektoratu Okręgowego Straży Granicznej Naczelny Inspektor Straży Celnej gen. bryg. Stefan Pasławski powołał komisariat Straży Granicznej „Kolno”, który przejął ochronę granicy od rozwiązywanych komisariatów Straży Celnej „Kumelsk” i „Wincenta”. 

## Formowanie i zmiany organizacyjne
Rozporządzeniem Prezydenta Rzeczypospolitej Polskiej Ignacego Mościckiego z 22 marca 1928 roku, do ochrony północnej, zachodniej i południowej granicy państwa, a w szczególności do ich ochrony celnej, powoływano z dniem 2 kwietnia 1928 roku  Straż Graniczną.
Rozkazem nr 1 z 12 marca 1928 roku w sprawach organizacji Mazowieckiego Inspektoratu Okręgowego Naczelny Inspektor Straży Celnej gen. bryg. Stefan Pasławski przydzielił komisariat „Kolno” do Inspektoratu Granicznego nr 1 „Stawiska” i określił jego strukturę organizacyjną. 
Rozkazem nr 9 z 18 października 1929 roku w sprawie reorganizacji mazowieckiego Inspektoratu Okręgowego komendant Straży Granicznej płk Jan Jur-Gorzechowski określił numer i nową strukturę komisariatu. 
Rozkazem nr 4/31 zastępcy komendanta Straży Granicznej płk. Emila Czaplińskiego z 20 października 1931 roku placówkę SG II linii „Łomża” przydzielono do komisariatu Straży Granicznej „Kolno”.
Z dniem 7 października 1932 roku utworzono posterunek SG „Kozioł”.
Rozkaz komendanta Straży Granicznej płk. Jana Jura-Gorzechowskiego z 10 maja 1938 roku w sprawie terminologii w odniesieniu do władz i jednostek formacji, wydany w związku z rozkazami KSG z 25 i 29 kwietnia 1938 roku,  przemianował inspektoraty graniczne na obwody Straży Granicznej z dodaniem nazwy miejscowości, w której jednostka stacjonuje. Jednocześnie nakazał używanie w stosunku do kierowników komisariatów i placówek nowych terminów: „komendant komisariatu” i „dowódca placówki”. Komisariat wszedł w skład struktury Obwodu Straży Granicznej „Łomża”.

## Służba graniczna
W 1928 roku komisariat ochraniał odcinek granicy państwowej długości około 32 kilometrów.
Prawa granica rozpoczynała się od słupa granicznego  nr 131, dalej Truszki Zalesie(wył.), m. Kumelsk, szosą z Grabowa do Kumelska.
Lewa granica do słupa granicznego nr 94, dalej m. Ksedki, do m. Wenecja (wył.).
Po reorganizacji komisariat ochraniał odcinek granicy państwowej długości około 23 kilometrów.
Sąsiednie komisariaty
- komisariat Straży Granicznej „Szczuczyn” ⇔ komisariat Straży Granicznej „Myszyniec” − 1928
- komisariat Straży Granicznej „Szczuczyn” ⇔ komisariat Straży Granicznej „Leman” − październik 1929

## Komenda komisariatu
| Kierownicy/komendanci komisariatu | Kierownicy/komendanci komisariatu | Kierownicy/komendanci komisariatu | Kierownicy/komendanci komisariatu |
| stopień                           | imię i nazwisko                   | okres pełnienia służby            | kolejne stanowisko                |
| --------------------------------- | --------------------------------- | --------------------------------- | --------------------------------- |
| komisarz SG                       | Lucjan Świderski                  | IX 1928 –                         |                                   |
| komisarz SG                       | Wacław Michałowski                | 29 XI 1929 –                      |                                   |
| podkomisarz SG                    | Witold Chotkowski                 | był X 1932 –                      |                                   |
| podkomisarz SG                    | Tomasz Steciak                    | 25 V 1934 – był w 1937 -24 V 1937 | w IG Bielsko                      |
| podkom. SG (por. piech. rez.)     | Marcin Małek                      | XI 1937 – IX 1939                 | †1940 Kalinin                     |
| Zastępcy komendanta komisariatu   |                                   |                                   |                                   |
| starszy przodownik                | Władysław Mańczak                 | – 30 IV 1939                      |                                   |
| starszy strażnik podchorąży       | Kazimierz Gierula                 | 1 V 1939 –                        |                                   |

## Struktura organizacyjna
Organizacja komisariatu w marcu 1928:
- komenda − Kolno
- placówka Straży Granicznej I linii „Kiełcze-Kopki”
- placówka Straży Granicznej I linii „Brzozowo”
- placówka Straży Granicznej I linii „Wincenta”
- placówka Straży Granicznej I linii „Olszanka”
- placówka Straży Granicznej I linii „Zimna”
- placówka Straży Granicznej II linii „Kolno”

Organizacja komisariatu w październiku 1929, w 1933 i 1934:
- 5/1 komenda − Kolno
- placówka Straży Granicznej I linii „Kiełcze-Kopki”
- placówka Straży Granicznej I linii „Brzozowo”
- placówka Straży Granicznej I linii „Wincenta”
- placówka Straży Granicznej II linii „Kolno”
- placówka Straży Granicznej II linii „Łomża”[15]

Organizacja komisariatu w 1937:
- komenda − Kolno
- placówka Straży Granicznej I linii „Kiełcze-Kopki”
- placówka Straży Granicznej I linii „Wincenta”
- placówka Straży Granicznej II linii „Kolno”

Organizacja komisariatu w 1939:
- komenda − Kolno
- placówka Straży Granicznej I linii „Kiełcze-Kopki”
- placówka Straży Granicznej I linii „Brzozowo”
- placówka Straży Granicznej I linii „Wincenta”
- placówka Straży Granicznej II linii „Kolno”